# Champions Trophy mannen 1983
 De vijfde editie van de strijd om de Champions Trophy had plaats van vrijdag 28 oktober tot en met vrijdag 4 november 1983 in Karachi. Deelnemende landen aan het jaarlijkse hockeytoernooi waren: Australië, India, titelverdediger Nederland, Nieuw-Zeeland, gastland Pakistan en West-Duitsland.

## Uitslagen
- West-Duitsland - India 2-1
- Australië - Nederland 5-2
- Pakistan - Nieuw-Zeeland 3-0

- Nieuw-Zeeland - Australië 1-1
- Nederland - West-Duitsland 1-2
- Pakistan - India 2-0

- West-Duitsland - Nieuw-Zeeland 3-1
- Australië - Pakistan 2-0
- Nederland - India 1-2

- Nederland - Nieuw-Zeeland 4-2
- Australië - India 3-3
- Pakistan - West-Duitsland 3-1

- Nieuw-Zeeland - India 1-2
- Pakistan - Nederland 2-3
- Australië - West-Duitsland 3-1

## Eindstand
| №      | Land           | WG | W | G | V | DV | DT | +/– | Punten |
| ------ | -------------- | -- | - | - | - | -- | -- | --- | ------ |
| Goud   | Australië      | 5  | 3 | 2 | 0 | 14 | 7  | +7  | 8      |
| Zilver | Pakistan       | 5  | 3 | 0 | 2 | 10 | 6  | +4  | 6      |
| Brons  | West-Duitsland | 5  | 3 | 0 | 2 | 9  | 9  | 0   | 6      |
| 4      | India          | 5  | 2 | 1 | 2 | 8  | 9  | −1  | 5      |
| 5      | Nederland      | 5  | 2 | 0 | 3 | 11 | 13 | −2  | 4      |
| 6      | Nieuw-Zeeland  | 5  | 0 | 1 | 4 | 5  | 13 | −8  | 1      |

## Topscorer
| 1. | Roderik Bouwman | Nederland | 6 doelpunten |

Mannen:
Lahore 1978 ·
Karachi 1980 ·
Karachi 1981 ·
Amstelveen 1982 ·
Karachi 1983 ·
Karachi 1984 ·
Perth 1985 ·
Karachi 1986 ·
Amstelveen 1987 ·
Lahore 1988 ·
Berlijn 1989 ·
Melbourne 1990 ·
Berlijn 1991 ·
Karachi 1992 ·
Kuala Lumpur 1993 ·
Lahore 1994 ·
Berlijn 1995 ·
Chennai 1996 ·
Adelaide 1997 ·
Lahore 1998 ·
Brisbane 1999 ·
Amstelveen 2000 ·
Rotterdam 2001 ·
Keulen 2002 ·
Amstelveen 2003 ·
Lahore 2004 ·
Chennai 2005 ·
Barcelona 2006 ·
Kuala Lumpur 2007 ·
Rotterdam 2008 ·
Melbourne 2009 ·
Mönchengladbach 2010 ·
Auckland 2011 ·
Melbourne 2012 ·
Bhubaneswar 2014 ·
Londen 2016 ·
Breda 2018
Vrouwen:
Amstelveen 1987 ·
Frankfurt 1989 ·
Berlijn 1991 ·
Amstelveen 1993 ·
Mar del Plata 1995 ·
Berlijn 1997 ·
Brisbane 1999 ·
Amstelveen 2000 ·
Amstelveen 2001 ·
Macau 2002 ·
Sydney 2003 ·
Rosario 2004 ·
Canberra 2005 ·
Amstelveen 2006 ·
Quilmes 2007 ·
Mönchengladbach 2008 ·
Melbourne 2009 ·
Nottingham 2010 ·
Amstelveen 2011 ·
Rosario 2012 ·
Mendoza 2014 ·
Londen 2016 ·
Changzhou 2018